# Schwaneberg (Randowtal)
Schwaneberg ist ein Wohnplatz im Ortsteil Schmölln der Gemeinde Randowtal, Landkreis Uckermark im Nordosten Brandenburgs (Deutschland).

## Lage
Schwaneberg liegt drei Kilometer von Schmölln entfernt an der L 251 nach Brüssow. Beim Ort gibt den kleinen Kesselsee und die zwei als DAV-Gewässer eingetragenen Seen Mühlensee und Der Haussee. Letzterer hat auch eine Badestelle.
Zur Gemeinde Schwaneberg gehörte der Wohnplatz Albrechtshof, ein Bauernhof, der in der zweiten Hälfte des 19. Jahrhunderts gegründet wurde.

## Geschichte
Schwaneberg wurde erstmals 1288 urkundlich erwähnt, bereits im Jahre 1239 tauchte der Ortsname als Bestandteil des Personennamens „Henricus de Svaneberch“ auf. Der Ort gehörte zunächst zum Herzogtum Pommern, im Jahr 1354 wechselte die Zugehörigkeit des Dorfes nach den Festlegungen im Vertrag von Oderberg (1354) zur Mark Brandenburg. Der Ortsname geht als Namensübertragung auf den Ort Schwaneberg bei Magdeburg zurück.
Am 1. Januar 1974 wurde Schwaneberg nach Schmölln eingemeindet. Seit der Kreisreform Brandenburg 1993 gehört der Ort zum Landkreis Uckermark. Am 31. Dezember 2001 wurde Schmölln ein Teil der neu gebildeten Gemeinde Randowtal.

## Sehenswürdigkeiten

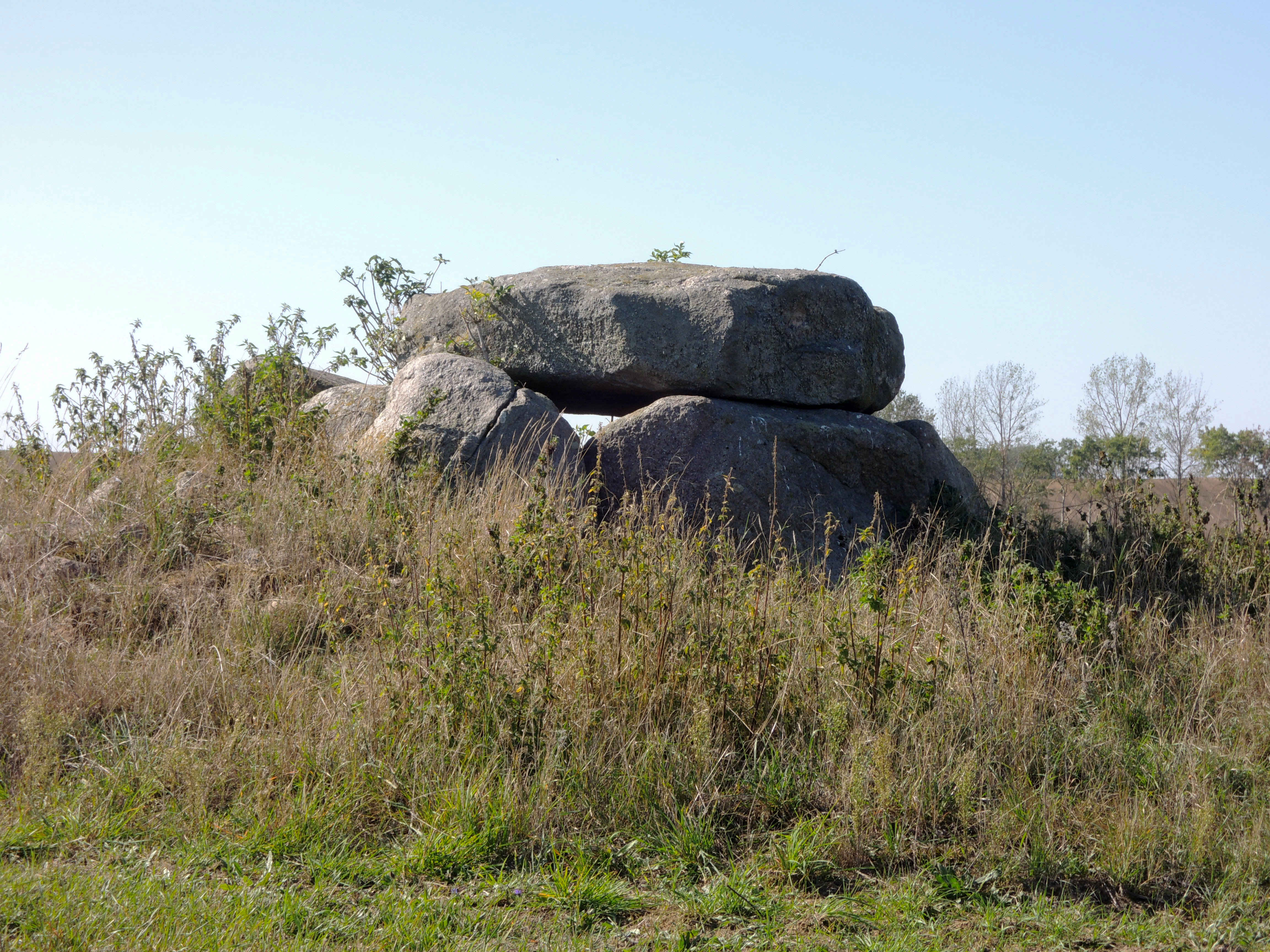
Großsteingrab Schwaneberg

In Schwaneberg stehen zwei Gebäude unter Denkmalschutz. Die Feldsteinkirche stammt aus dem 13. Jahrhundert. Das Herrenhaus des ehemaligen Gutes stammt aus der zweiten Hälfte des 18. Jahrhunderts, seine heutige Gestalt geht aber auf einen durchgreifenden Umbau um 1900 zurück. Auf dem an der Kirche liegenden Friedhof befinden sich die Ruhestätte des deutschen Diplomaten Ernst-Siegfried Schlange-Schöningen und der Grabstein seines Vaters Hans Schlange-Schöningen.
In einem Feld bei Schwaneberg liegen ein sehr gut erhaltenes Großsteingrab und mehrere Reste von Hünengräbern.

## Wirtschaft
Das ehemalige Gut Schwaneberg befindet sich heute im Besitz des Bankiers Christian Olearius. Zusammen mit seinem Sohn Joachim Olearius und seinem Enkel Johann Olearius betreibt er mehrere Unternehmen mit Sitz in Schwaneberg. Darunter befinden sich die Landwirtschaftsbetriebe DML Pinnow-Felchow GmbH & Co. KG, Gut Schwaneberg und die Gut Grünberg GmbH (früher Bagemühler Agrar eG), die zusammen rund 4.600 Hektar Acker- und Grünland bewirtschaften und im Jahr 2022 Agrarsubventionen der EU in Höhe von 1.190.694,94 Euro erhielten.

## Verkehr
1902 wurde Schwaneberg mit einem Bahnhof ans Eisenbahnnetz der Kreisbahn Prenzlau-Brüssow angeschlossen, allerdings wurde der Eisenbahnverkehr 1991 eingestellt. Die Öffentliche Nahverkehrsanbindung wird heute durch die Buslinie 435 der Uckermärkischen Verkehrsgesellschaft ermöglicht.

## Söhne und Töchter des Ortes
- Hans Schlange (1856–1922), Chirurg in Berlin und Hannover